# Xylophis
Xylophis – rodzaj węży z rodziny Pareidae.

## Zasięg występowania
Rodzaj obejmuje gatunki występujące endemicznie w Indiach. 

## Systematyka

### Etymologia
- Platypteryx: gr. πλατυς platus „szeroki”[6]; πτερυξ pterux, πτερυγος pterugos „płat”[7]. Gatunek typowy: Platypteryx perroteti A.M.C. Duméril, Bibron & A.H.A. Duméril, 1854.
- Xylophis: gr. ξυλον xulon „drzewo, drewno”[8]; οφις ophis, οφεως opheōs „wąż”[9].

### Podział systematyczny
Do rodzaju należą następujące gatunki: 
- Xylophis captaini Gower & Winkler, 2007
- Xylophis deepaki Narayanan, Mohapatra, Balan, Das & Gower, 2021
- Xylophis mosaicus Deepak, Narayanan, Das, Rajkumar, Easa, Sreejith & Gower, 2020
- Xylophis perroteti (Duméril, Bibron & Duméril, 1854)
- Xylophis stenorhynchus (Günther, 1875)